# 大同会
大同会（だいどうかい）は、鳥取県米子市冨士見町2-138に本部を置く暴力団で、指定暴力団・六代目山口組の二次団体。

## 来歴

### 初期の活動
1984年（昭和59年）6月、山口組の跡目継承人事に不満を抱く、山本広を中心とした勢力が山口組を離脱し、一和会を結成する。一和会側に属していた森尾卯太男は、当時自らの組織として東竜会を率いていた。一和会が解散すると大同会に改称し、鳥取県米子市を拠点に独立組織として活動していた。

### 山口組に復帰
1990年（平成2年）、森尾が三代目山健組組長・桑田兼吉から舎弟盃を受ける。これに伴い、大同会は山健組傘下となり、五代目山口組の三次団体となった。
2005年（平成17年）11月、森尾が内部昇格で六代目山口組の直参に昇格する。大同会は六代目山口組の二次団体となった。2015年の山口組分裂騒動以降も、大同会は六代目山口組に残留しており、2020年（令和2年）5月には大同会幹部が神戸山口組系池田組（当時）の最高幹部を銃撃する事件が発生するなど、抗争への積極的な関与が認められる。

## 設立者・森尾卯太男
森尾 卯太男（もりお うたお）は、1953年〈昭和28年〉7月29日生（72歳））、鳥取県生まれ。
山一抗争時には、東竜会を牽引しながら一和会二代目山広組で執行部職の一つである若頭代行に就いていた。一和会解散後、大同会に改称し、独立組織として活動するも、1990年、三代目山健組に舎弟として加入。当時、舎弟としては最年少の37歳であった。その後、舎弟頭補佐に昇格する。
2005年11月、山健組舎弟頭・木村會会長の木村阪喜と共に六代目山口組直参へ昇格。

2012年4月、六代目山口組若頭補佐に昇格し執行部入り。

2016年10月、山口組分裂以降初の大規模人事が行われ、大原組組長・大原宏延の後任として六代目山口組本部長に就任。

2025年8月、伊豆組組長・青山千尋の後任として六代目山口組舎弟頭に就任。

## 組織図
- 会長 - 森尾 卯太男（六代目山口組本部長[2]→2025年8月 六代目山口組舎弟頭[3]）

執行部
- 副会長 - 岸本 晃和（三代目神原組組長）

- 若頭 - 細田 幸一（三代目細田組組長）

- 舎弟頭 - 奥田 薫

- 最高顧問 - 岸本 健次

- 本部長 - 三代 靖士（三代統龍会会長）

- 会長室室長 - 矢田 克彦（六代目山陰高木会会長）

- 舎弟頭補佐 - 中本 光夫（中本組組長）

- 若頭補佐 - 中條 正基

- 若頭補佐 - 奥園 清長（奥園組組長）

ーーーーーーーーーーーーーーーーー
- 参与 - 三島 明博

- 参与 - 陶山 茂

ーーーーーーーーーーーーーーーーーー
- 幹部 - 足立 誠（二代目足立組組長）

- 幹部 - 越智 瀧夫（越智一家組長）

ーーーーーーーーーーーーーーーーーー
- 若中 - 上村 東

- 若中 - 足立 丈（足立総業組長）

- 若中 - 本城 稔久

- 若中 - 元嶋 栄二

- 若中 - 山根 正樹

- 若中 - 田中 知幸（三代目港裕連合会会長）

- 若中 - 市川 祐

- 若中 - 上田 裕